# Harumi Inoue
Harumi Inoue (井上 晴美 Inoue Harumi?,  nació el 23 de septiembre de 1974 en Kumamoto, Japón) es  actriz, modelo y una buena nadadora. De acuerdo con informaciones de 2004, mide 5 ft 4 in y pesa 103 lb. 
Tiene una hermana más joven, Mami Inoue, quien también tiene una carrera similar.
En los años 90 fue una popular modelo de modas en Japón. Dada su espontaneidad, pose y habilidad sin esfuerzo en frente de una cámara, hay incluso varios DVD, libros y calendarios dedicados a su imagen que pueden ser encontrados en su nativo Japón. Incluso ha sacado algunos sencillos (singles) de Pop. 
También interpretó al personaje "Hiromi Ueda" en la Serie de Televisión de 1995 Kimi To Deatte Kara (1995). 
En el año 2000 estelarizó la película Freeze Me. En la crítica a dicha película, el crítico del New York Times, A.O. Scott dijo de Inoue "fine-boned and excitable" y "an effective horror heroine and clearly a fearless actress, often carrying out her grisly deeds in the nude.".
En 2002 co-estelarizó la película Asakusa Kid está basada en un libro semiautobiográfico del mismo nombre por el comediante avant-garde y general oddball Takeshi Kitano.  
Inoue se graduó de la escuela Shinjuku Yamabuki High School en Tokio.

## Filmografía
1. 座頭女子高生ナミ (Zagashira joshikousei Nami; lit. "School leader Nami") (1991)
2. 賞・金・犬WANTED！ (1995)
3. 82分署 (82 bunsho; lit. "Branch 82") (1995)
4. Sasayaki también llamada Moonlight Whispers (月光の囁き; Gekko no sasayaki) (1999)
5. Freeze Me (フリーズ・ミー; Furiizu mi) (2000)
6. 2002.01.28　銀の男　青森純情篇 　プロフェッショナル・マネージメント 　...　平井美和
7. Cementerio Yakuza (新・仁義の墓場; Shin jingi no hakaba) (2002)
8. Asakusa Kid (浅草キッド; Asakusa kiddo) (2002)
9. 行動隊長伝　血盟 (2003)
10. 怪談新耳袋　劇場版 (2004)
11. Detective Story (探偵物語, Tantei monogatari ?) (2007)